# Неокласицизъм (музика)
Неокласицизъм или неокласика (букв. „нова класика“, виж неокласицизъм) в музиката е направление, съчетаващо елементи на класическата и съвременна музика.
Неокласицизмът в музиката се развива през 20 век. Особено популярен е в периода между двете световни войни, в който композиторите се вдъхновяват от музиката на 18 век, въпреки че някои от вдъхновяващите канонични произведения са вдъхновени от бароковия период, както и от класическия период - поради тази причина, музика, която е специфично повлияна от барока понякога се нарича нео-барок.